# Vida Levstik
Vida Levstik, slovenska gledališka in filmska igralka, * 28. julij 1914, Podlipovica, † 14. januar 2006, Ljubljana.
Vida Levstik je med drugo svetovno vojno igrala v gledališču na osvobojenem ozemlju v Črnomlju, po vojni pa v Ljubljanski Drami. Nastopila je v več filmih slovenske produkcije.
Poročena je bila z inženirjem agronomije, kmetijskim politikom in profesorjem BF Jožetom Levstikom, s katerim sta imela hčeri, igralki in pevki Katjo in Barbaro Levstik. 

## Filmografija
- Vse je pod kontrolo (1992, kratki igrani film)
- Trije prispevki k slovenski blaznosti (1983, celovečerni igrani film)
- Draga moja Iza (1979, celovečerni igrani film)
- Ubij me nežno (1979, celovečerni igrani film)
- Amandus (1966, celovečerni igrani film)
- Družinski dnevnik (1961, celovečerni igrani film)
- Kekec (1951, celovečerni igrani film)